# Жоржоліані Гоча Теймурович
Гоча Теймурович Жоржоліані (нар. 27 вересня 1965) — радянський та грузинський футболіст, воротар.

## Життєптс
Футбольному кар'єру розпочав у 1983 році в складі сухумського «Динамо». У 1985 році був призваний на військову службу, яку проходив у складі СКА (Ростов-на-Дону), проте дебютував у футболці армійців у 1987 році, в якому зіграв 1 поєдинок у першій союзній лізі. З 1988 по 1989 році знову виступав за сухумське «Динамо». У 1990 році перейшов до іншого сухумського клубу, «Цхумі», в складі якого був учасником першого чемпіонату Грузії. У 1993 році підсилив вищоліговий український клуб «Темп» (Шепетівка). Дебютував у футболці шепетівського клубу 3 жовтня 1993 року в переможному (3:1) домашньому поєдинку 9-о туру Вищої ліги проти донецького «Шахтаря». Гоча вийшов у стартовому складі та відіграв увесь матч. Загалом у складі «Темпу» у чемпіонаті України зіграв 9 матчів (9 пропущених м'ячів), ще 4 поєдинки (4 пропущені м'ячі) провів у кубку України. З 1995 по 1997 рік виступав у Китаї, спочатку за «Шанхай Шеньхуа», а потім — «Мацунчі Гуанчжоу Хюндаї». У 1998 році переїхав до Росії, де став гравцем друголігового «Чкаловця» (Новосибірськ). У складі новосибірців зіграв 1 матч у чемпіонаті (відстояв «на нуль») та 1 поєдинок у кубку Росії (1 пропущений матч). Другу частину сезону 1998/99 років відіграв у сухумському «Динамо» (5 матчів), в складі якого й завершив футбольну кар'єру.
У 2005 році був головним тренером «Динамо Сухумі» (Тбілісі).